# Ińsko (plaats)
Ińsko (Duits: Nörenberg) is een stad in het Poolse woiwodschap West-Pommeren, gelegen in de powiat Stargardzki. De oppervlakte bedraagt 6,95 km², het inwonertal 2002 (2005).